# Île Lemesurier
L'île Lemesurier est une île située dans le détroit Icy entre l'île Chichagof et l'alaska du Sud-Est. Elle est à égale distance entre Gustavus et Elfin Cove.

## Description
C'est la seconde des îles du détroit Icy par la taille, avec une superficie de 27,534 km2. Elle est inhabitée, et n'est accessible que par bateau ou en hydravion.
Avec l'île Pleasant et la forêt nationale de Tongass elle fait partie de la National Wilderness Preservation System.
Son nom lui a été donné par George Vancouver en souvenir de William Le Mesurier (1767–1833), commandant du HMS Chatham.

## Sources
- (en) « Île Lemesurier », Geographic Names Information System

- (en) Cet article est partiellement ou en totalité issu de l’article de Wikipédia en anglais intitulé « Lemesurier Island » (voir la liste des auteurs).